# Dieselkraftwerk Cottbus
Das Dieselkraftwerk Cottbus ist ein ehemaliges Elektrizitätswerk in der Stadt Cottbus in Brandenburg. Es befindet sich im Goethepark auf der Mühleninsel im Cottbuser Stadtteil Mitte und war von 1928 bis 1959 in Betrieb. In dem Gebäude befindet sich heute das Brandenburgische Landesmuseum für moderne Kunst - Dieselkraftwerk Cottbus. Das ehemalige Kraftwerk ist ein eingetragenes Baudenkmal in der Denkmalliste des Landes Brandenburg.

## Geschichte
Bereits im Jahr 1902 ließ die Stadt Cottbus zur Erzeugung elektrischen Stroms ein Elektrizitätswerk am Cottbuser Mühlgraben bauen. Da der Strombedarf in der folgenden Zeit weiter anstieg, das bereits bestehende Elektrizitätswerk aufgrund der beengten Platzverhältnisse jedoch nicht erweitert werden konnte, fasste die Stadt Cottbus im Jahr 1914 den Beschluss zum Bau eines weiteren Elektrizitätswerkes. Dieser Plan wurde jedoch nach dem Ausbruch des Ersten Weltkrieges nicht weiter verfolgt. Seit 1920 bezog die Stadt den zusätzlichen Strom aus dem Kraftwerk Trattendorf. Aus Kostengründen wurde weiterhin der Bau eines weiteren Elektrizitätswerks geplant, im Dezember 1926 entschied sich die Stadt nach Vorlage einer Projektierung der Firma AEG für den Bau eines Dieselkraftwerks.

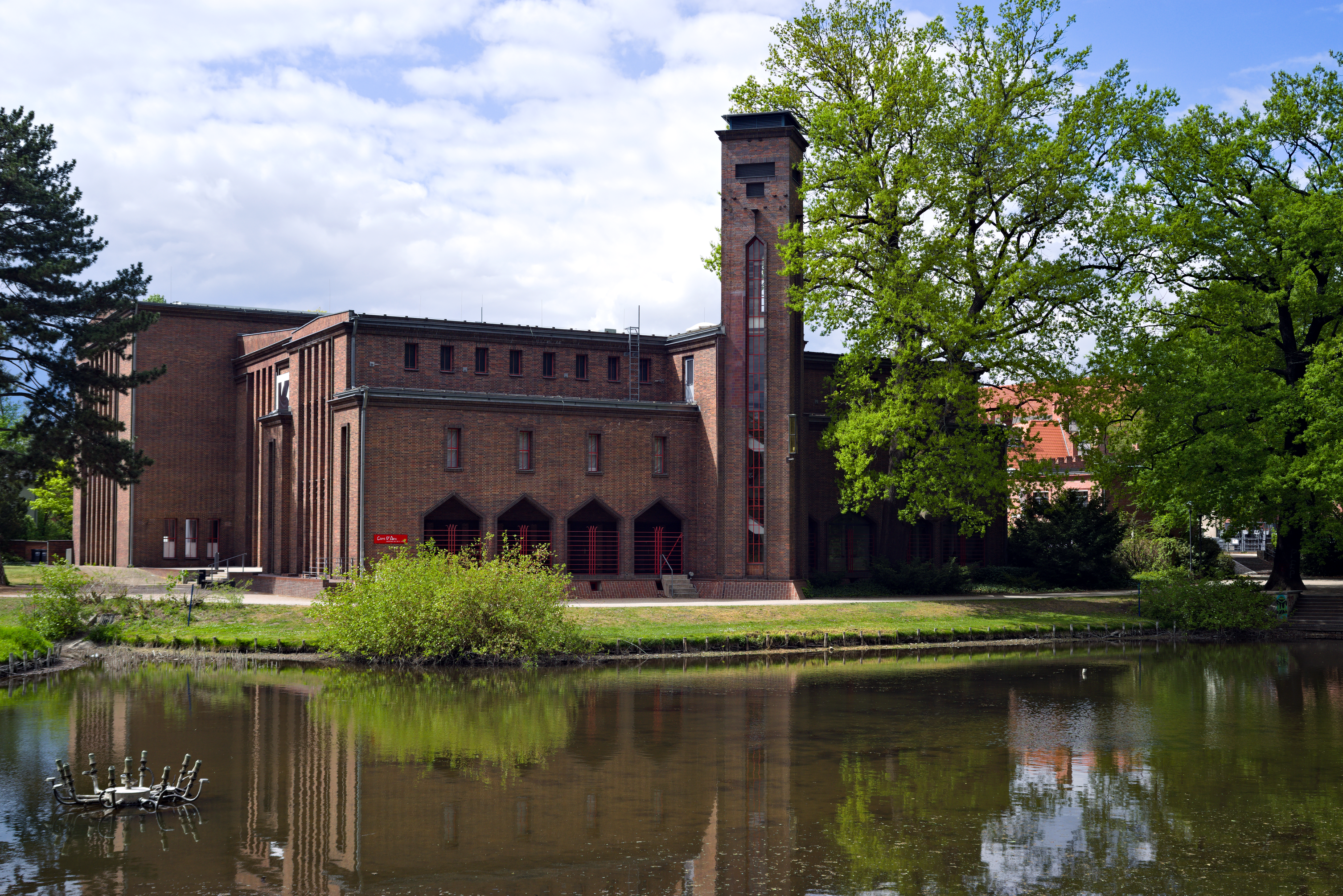
Schalthaus mit Freileitungsturm (2020)

Das Baugelände zwischen dem Mühlgraben und dem Amtsteich wurde aufgrund seiner Nähe zum bereits bestehenden Elektrizitätswerk gewählt. Im April 1927 wurde mit dem Bau des Schalthauses mit dem Freileitungsturm sowie der Hauptmaschinenhalle begonnen. Planung und Entwurf übernahmen der Architekt Werner Issel und der Ingenieur Walter Klingenberg, ausführendes Bauunternehmen war die „Bau- und Industriegesellschaft Cottbus“. Mitte Januar 1928 nahm das Schalthaus den Betrieb auf, am 17. Februar 1928 wurde das Kraftwerk auf das städtische Lichtversorgungsnetz geschaltet. Am 1. April 1928 wurde das Dieselkraftwerk im Rahmen von Feierlichkeiten zum fünfundzwanzigjährigen Betriebsjubiläum des Elektrizitätswerkes offiziell eingeweiht.
Mit dem Beginn des Braunkohlebergbaus in der Lausitz wurde der Betrieb des Dieselkraftwerks im Jahr 1959 eingestellt, die Stadt Cottbus bezog ihren Strom fortan aus den Kraftwerken Lübbenau und Vetschau sowie aus dem Gaskombinat Schwarze Pumpe. Das Gebäude des Dieselkraftwerks wurde nach Betriebsende zunächst von dem regionalen Stromversorger „Energieversorgung Spree-Schwarze Elster AG“ (ESSAG; heute enviaM) als Werkstatt genutzt.
Seit 1975 steht das ehemalige Kraftwerksgebäude unter Denkmalschutz. Zwischen 2005 und 2008 und wurde das Gebäude umfassend saniert und umgebaut. Im Mai 2008 zog das dkw. Kunstmuseum Dieselkraftwerk Cottbus von seinem bisherigen Standort in der Spremberger Straße in das ehemalige Kraftwerksgebäude um. Das Museum fusionierte 2017 mit dem Museum Junge Kunst Frankfurt (Oder) zum Brandenburgischen Landesmuseum für moderne Kunst.

## Architektur

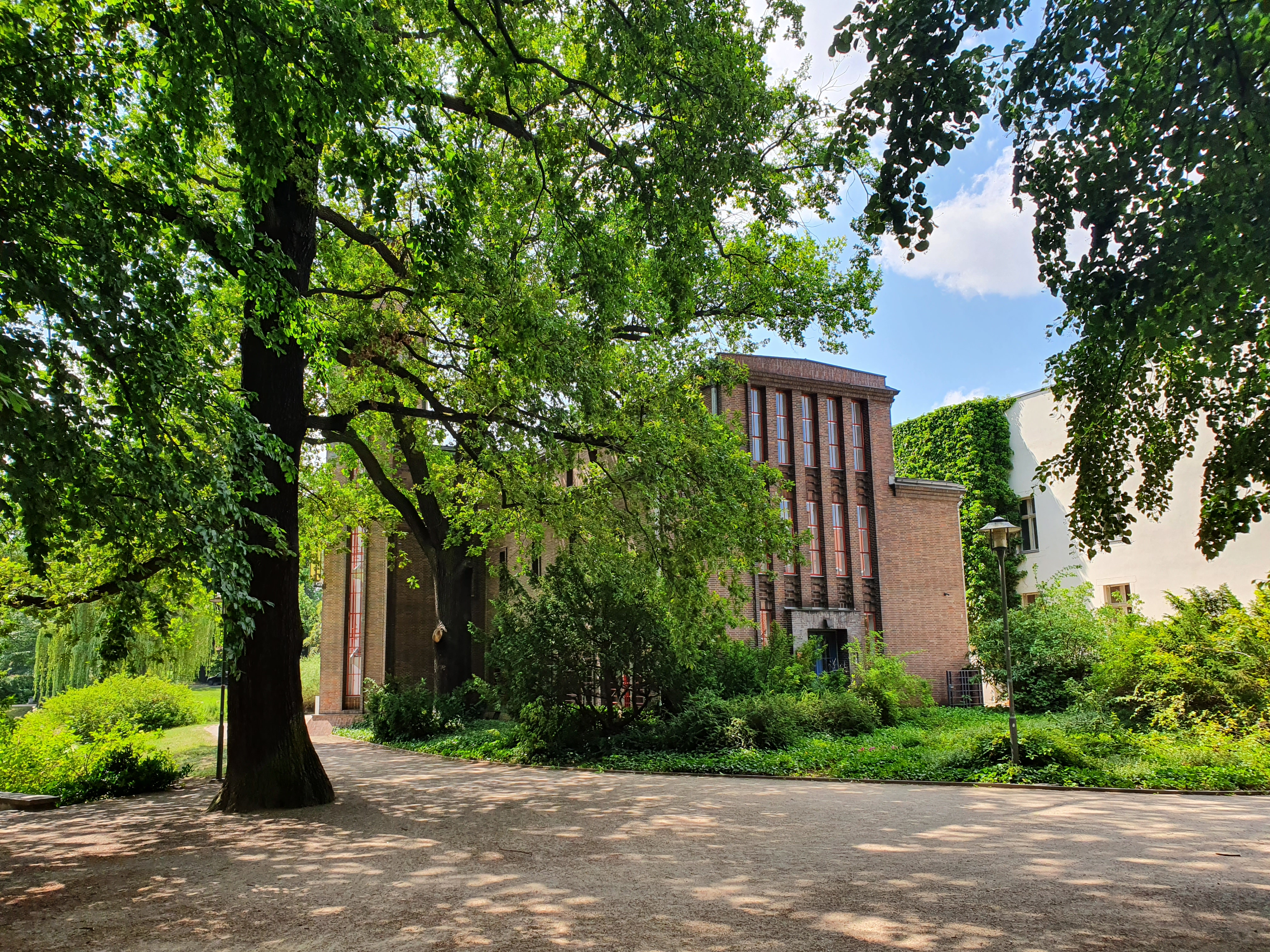
Ansicht von Norden (2023)

Das Kraftwerksgebäude ist eine mit Klinkern verblendete Stahlbetonkonstruktion mit flachen Satteldächern. Die Wände sind zwischen den tragenden Stahlbetonelementen als Mauerwerk ausgeführt. Die Verblendklinker wurden in den Ziegeleien der Ilse Bergbau AG in Großräschen gefertigt. Die Fassade wird außen durch hohe Fensterbahnen mit dazwischen liegenden lisenenartigen Wandvorsprüngen gegliedert. Die Fenstereinfassungen sind durch Gesimse und Profilrahmungen hervorgehoben. In der Maschinenhalle ist ein 19 Meter freispannender Brückenkran aus der Bauzeit mit einer Tragfähigkeit von bis zu 30 Tonnen erhalten.
Das Schalthaus ist ein dreigeschossiger Bau mit Verblendklinkern. An der Langseite des Gebäudes sind die Fenster spitzbogig konstruiert. Der Treppenturm an der Ostfassade hat fast über die gesamte Höhe laufende, spitz endende Fenster. Über den Treppenturm erfolgte während der Betriebszeit auch die Einspeisung des Stroms durch Überlandleitungen. Das Schalthaus ist unterkellert, die Kellerwände sind bis zur Geländeoberkante mit Stahlbeton ausgeführt, die darüber aufgehenden Wände aus Mauerwerk.

## Technik
Das Maschinenhaus beherbergte früher einen Satz Schiffsdieselmotoren von MAN mit einer Leistung von 1500 PS. Diese trieben einen Gleichstromgenerator an, des Weiteren befanden sich in der Maschinenhalle Umformersätze zum Umrichten von Gleich- auf Wechselstrom. Das Fundament der Halle war für den möglichen Einbau eines zweiten Motorensatzes ausgelegt. Das Schalthaus war zweigeteilt. Im östlichen Teil befanden sich die Schalter für die 20-kV-Leitung des Kraftwerks Trattendorf, im nördlichen Teil die Schalter für die städtischen 3-kV-Unterstationen des selbst erzeugten Stroms. Die technischen Anlagen wurden nach Betriebsende des Kraftwerks demontiert.